# Juncus orchonicus
Juncus orchonicus là một loài thực vật có hoa trong họ Juncaceae. Loài này được Novikov mô tả khoa học đầu tiên năm 1985.